# Zoo de Toronto
Le Zoo de Toronto (Toronto Zoo en anglais) est un parc zoologique canadien situé à Toronto, capitale de la province de l'Ontario. Le zoo fut fondé le 15 août 1974. Avant les fusions municipales de 1998, le zoo était connu sous le nom de Metropolitan Toronto Zoo. Le zoo est situé à proximité de la rivière Rouge et du Parc de la Rouge.
Le zoo occupe une superficie de 287 hectares et appartient à la ville de Toronto. Le zoo est divisé en sept régions géographiques : Indo-Malaya, Afrique, Amériques, Canada, Australie, Eurasie et Toundra. On dénombre plus de 5 000 animaux représentant plus de 500 espèces.

## Galerie

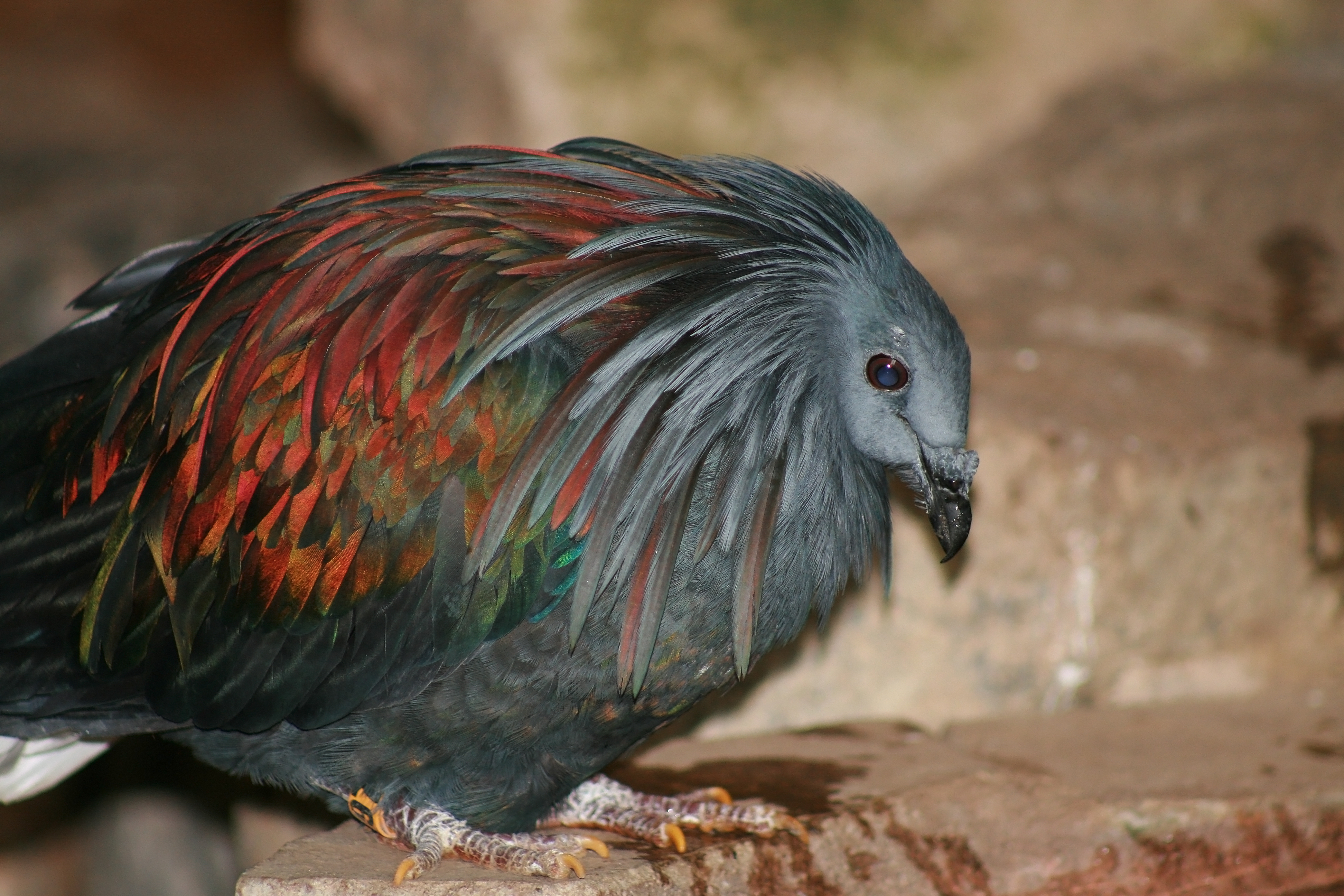
Un nicobar à camail.
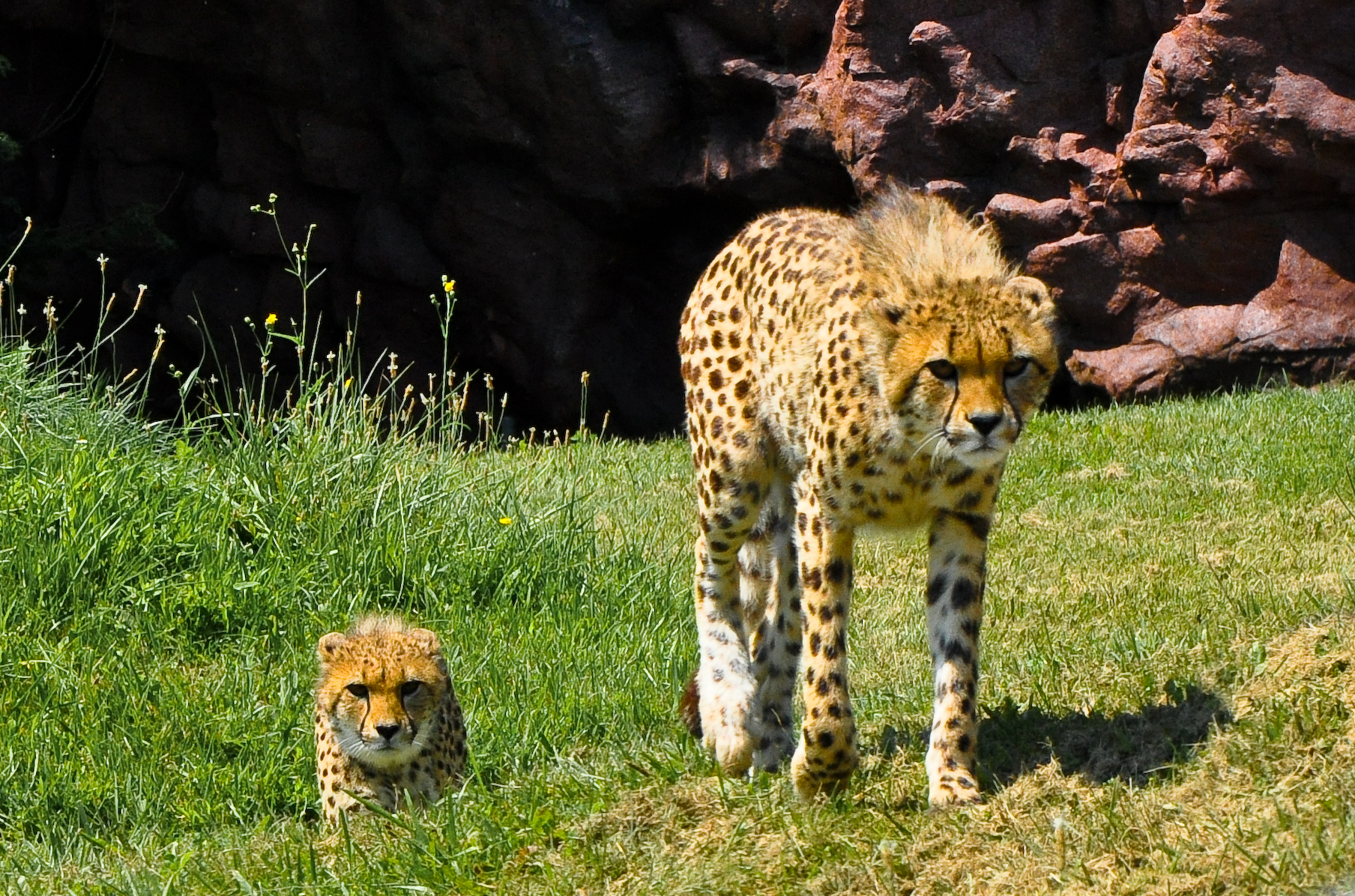
Deux guépards.
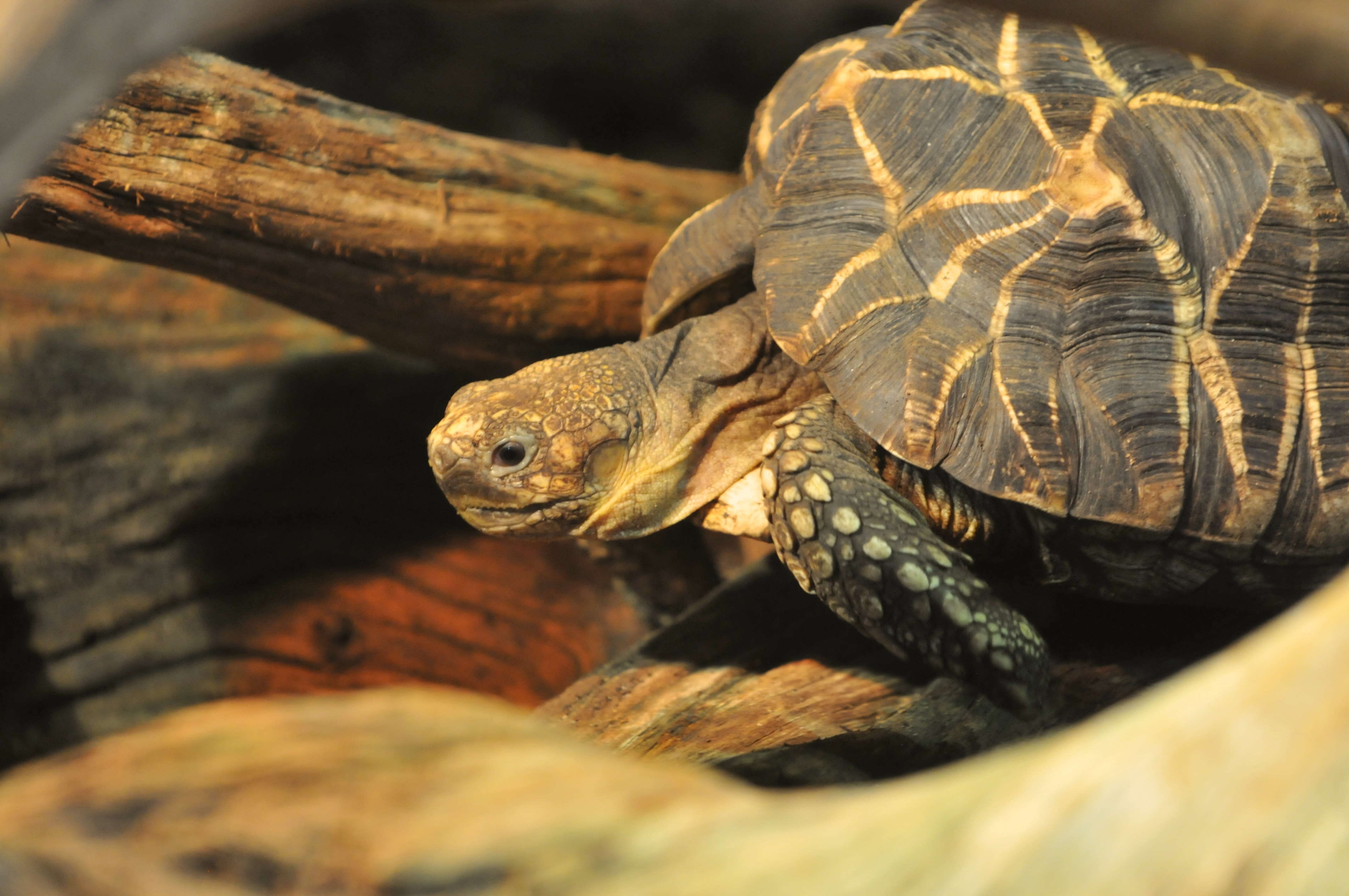
Tortue étoilée de Birmanie.
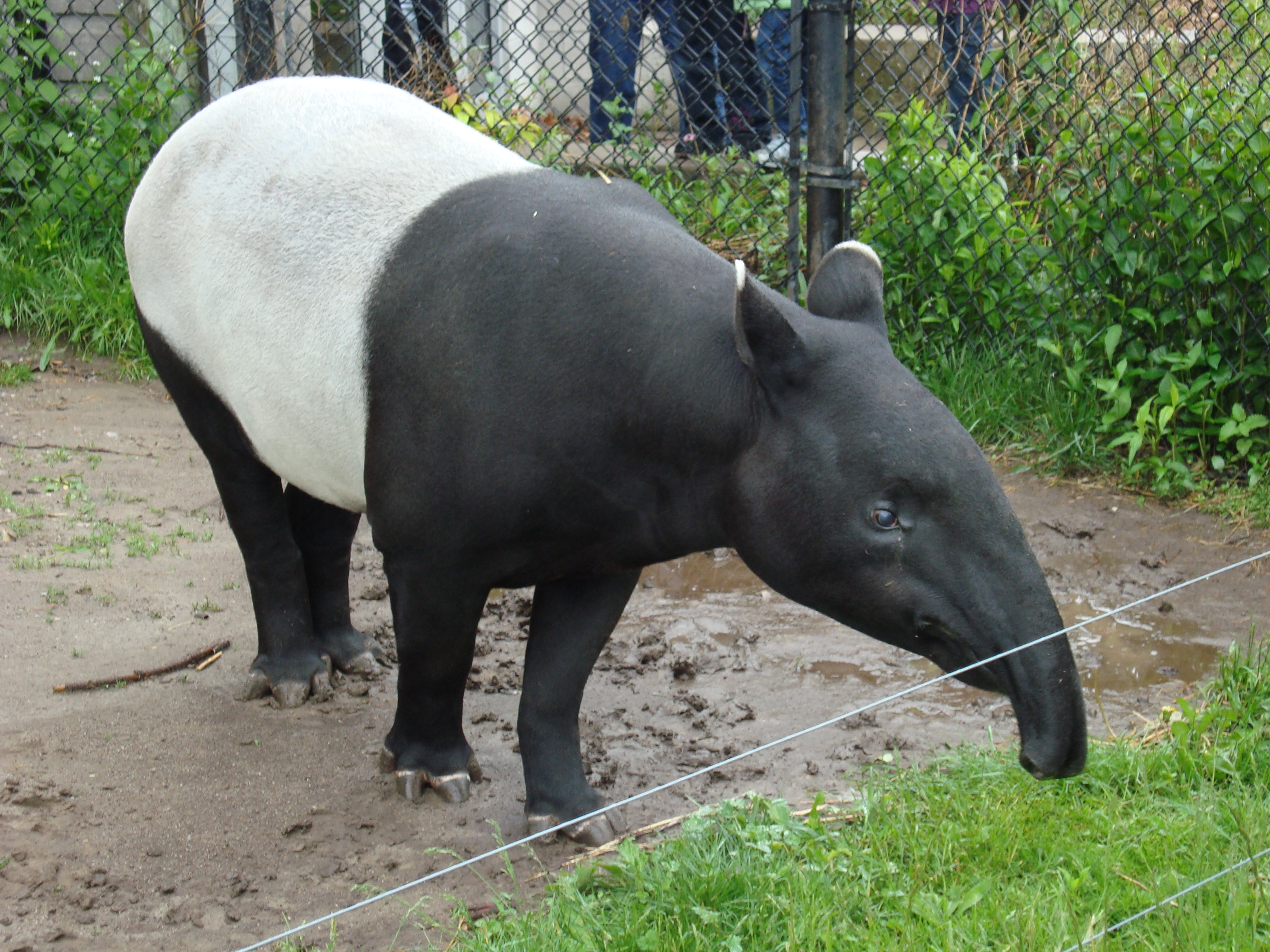
Un tapir de Malaisie.
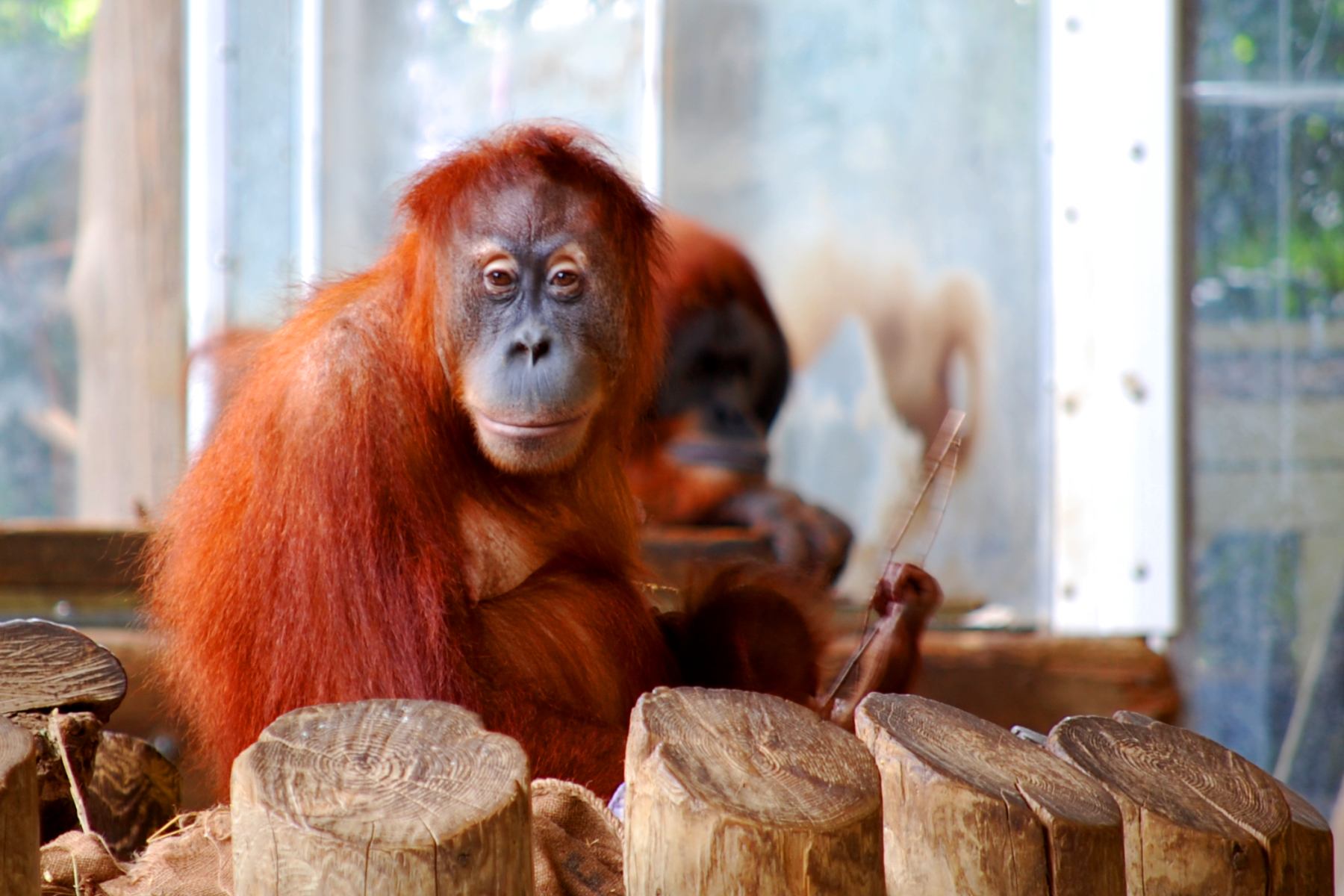
Un orang-outan.
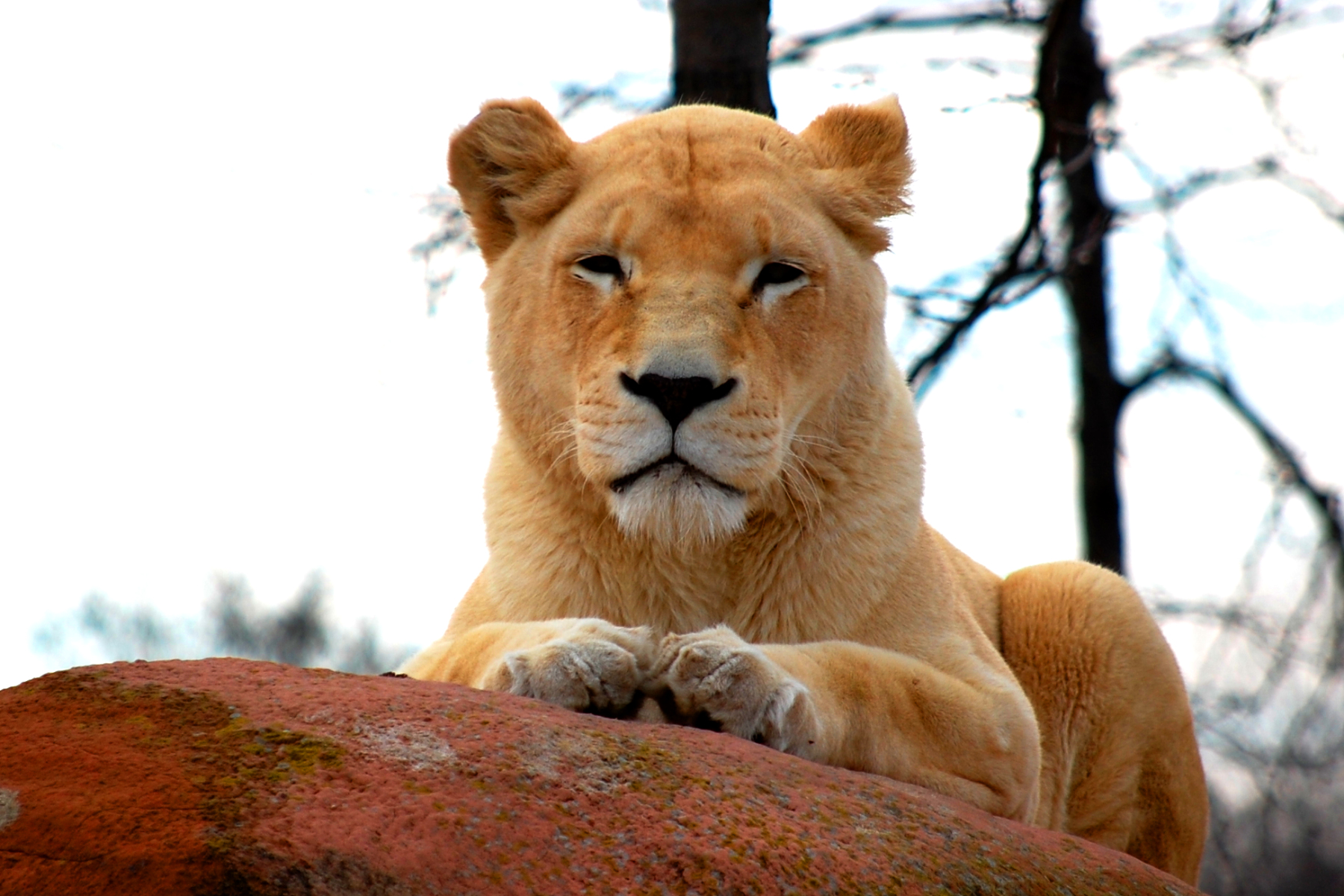
Une lionne d'Afrique.
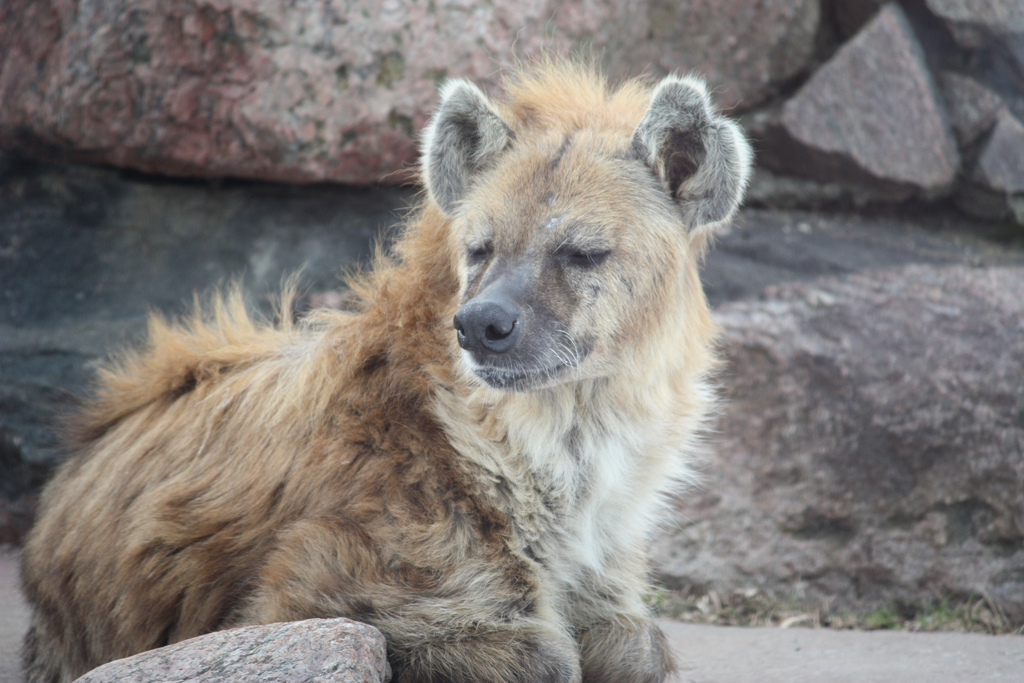
Une hyène tachetée.